# Condylactis aurantiaca
L'attinia di sabbia o attinia di rena o anemone di sabbia (Condylactis aurantiaca Delle Chiaje, 1825) è un anemone di mare della famiglia Actiniidae.

## Distribuzione e habitat
È una specie bentonica, endemica del Mar Mediterraneo.
Vive su fondali mobili, sabbiosi o detritici, da pochi metri sino a 80 metri di profondità.

## Descrizione
La colorazione è variabile in base alla profondità e dipende dalla presenza di zooxantelle simbionti: più scura in superficie e più chiara in profondità.

## Biologia

### Alimentazione
Si ciba sia di piccoli organismi vivi che di animali morti. È caratteristica la simbiosi con gamberetti del genere Periclimenes (Periclimenes sagittifer) che vivono tra i suoi tentacoli cibandosi dei suoi avanzi.

### Riproduzione
La specie è sia ovipara sia ovovivipara.

## Usi
A Porto Cesareo, in Puglia l'anemone di rena, detta "furticiddu", costituisce la base di un piatto tradizionale delle feste natalizie. Le attinie vengono tenute a spurgare nell'acqua di mare, e quindi vengono spezzettate e fritte in pastella.